# Psilocybe cyanescens
Psilocybe cyanescens är en svampart som beskrevs av Wakef. 1946. Psilocybe cyanescens ingår i släktet slätskivlingar och familjen Strophariaceae.  Artens status i Sverige är: Ej påträffad. Inga underarter finns listade i Catalogue of Life.

## Källor

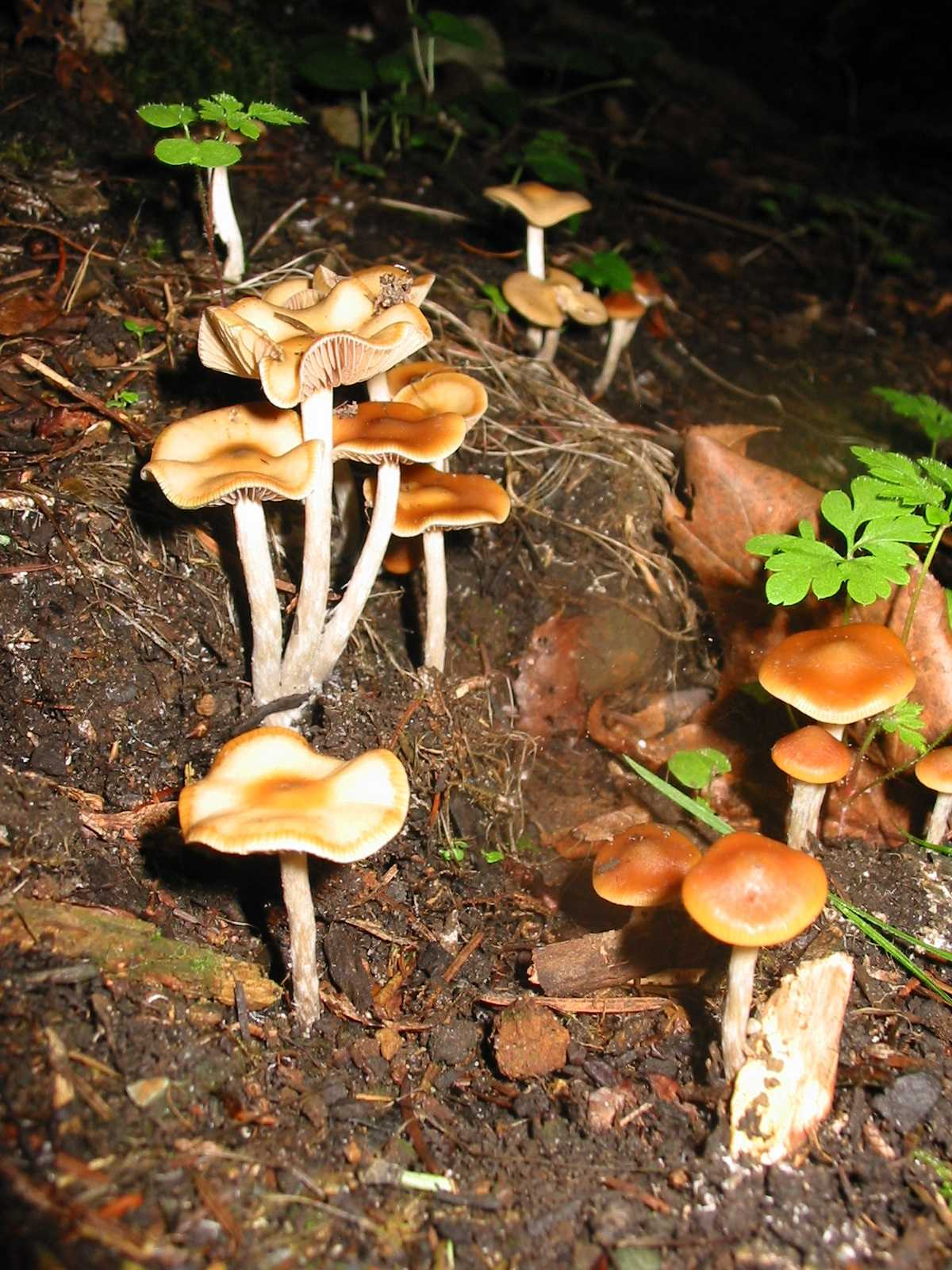
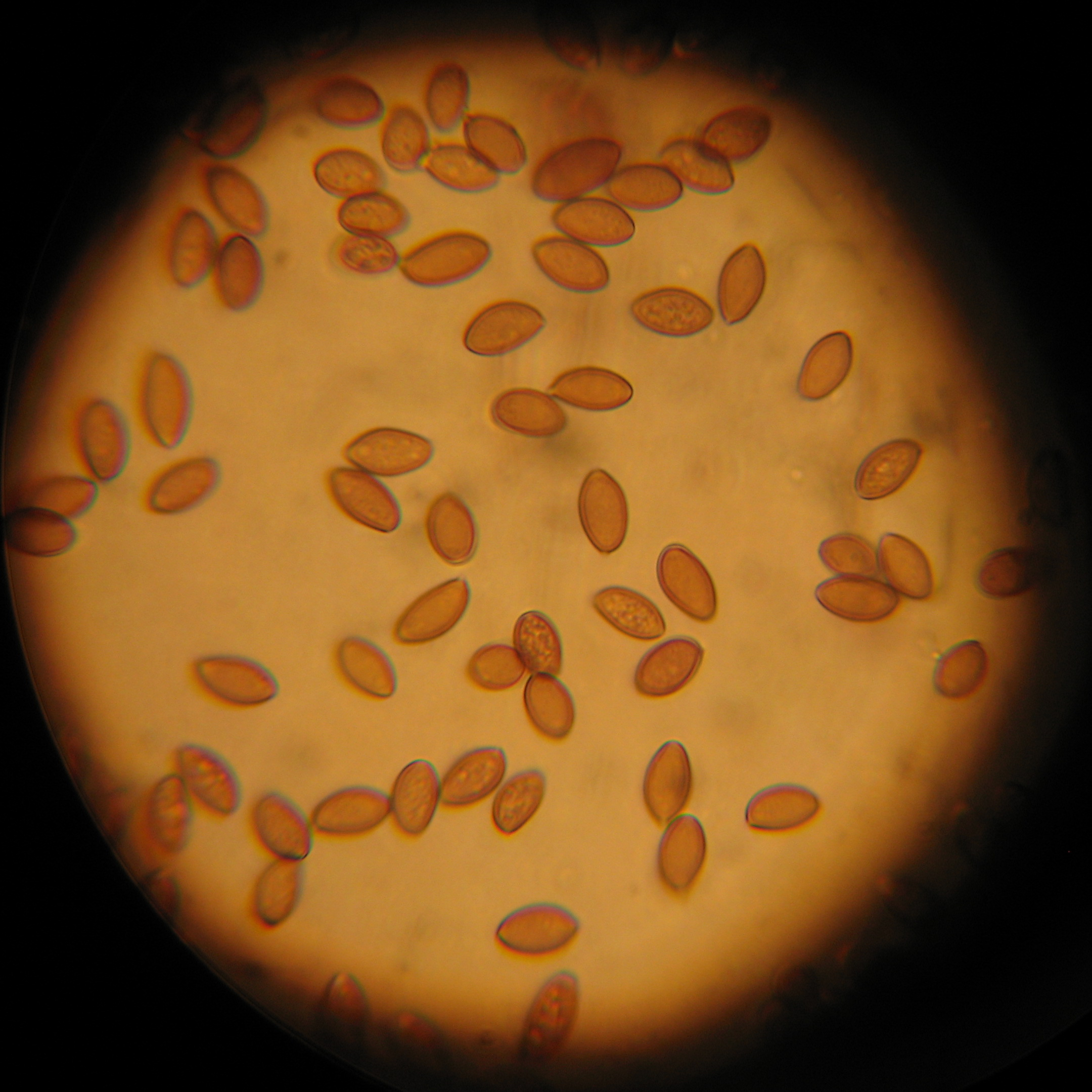
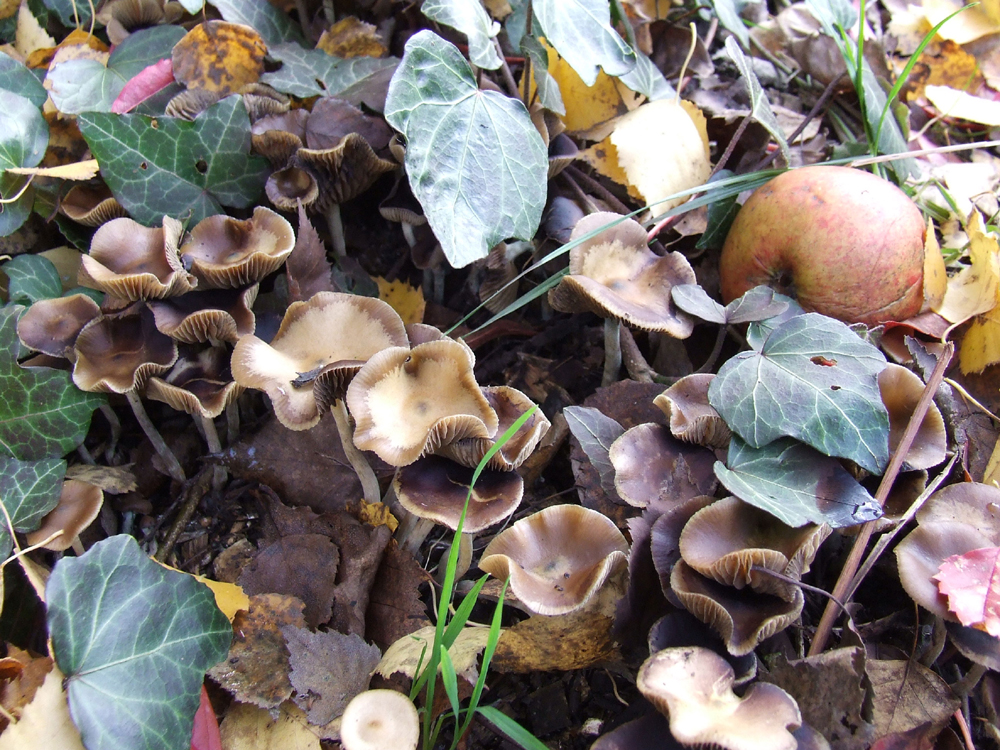
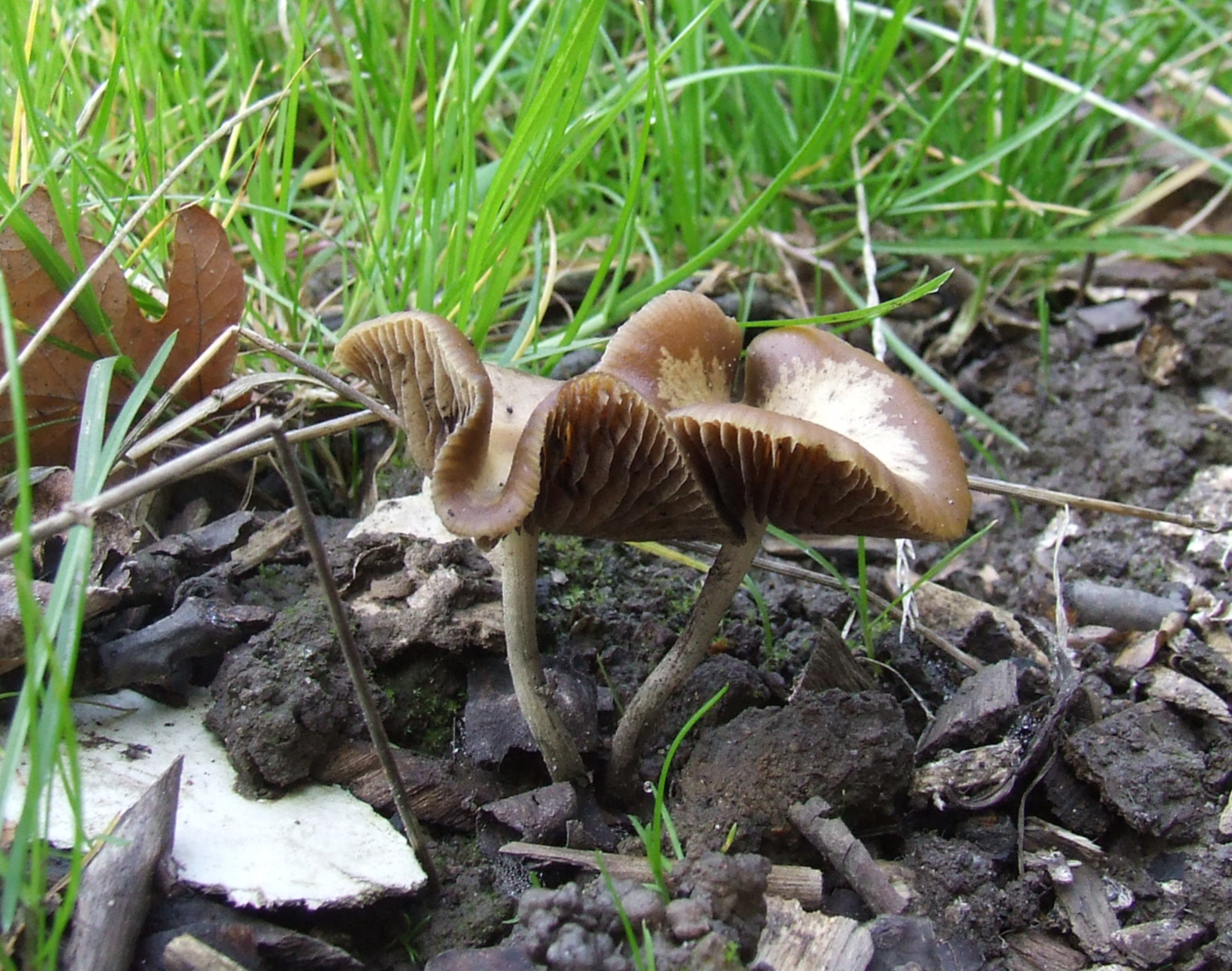
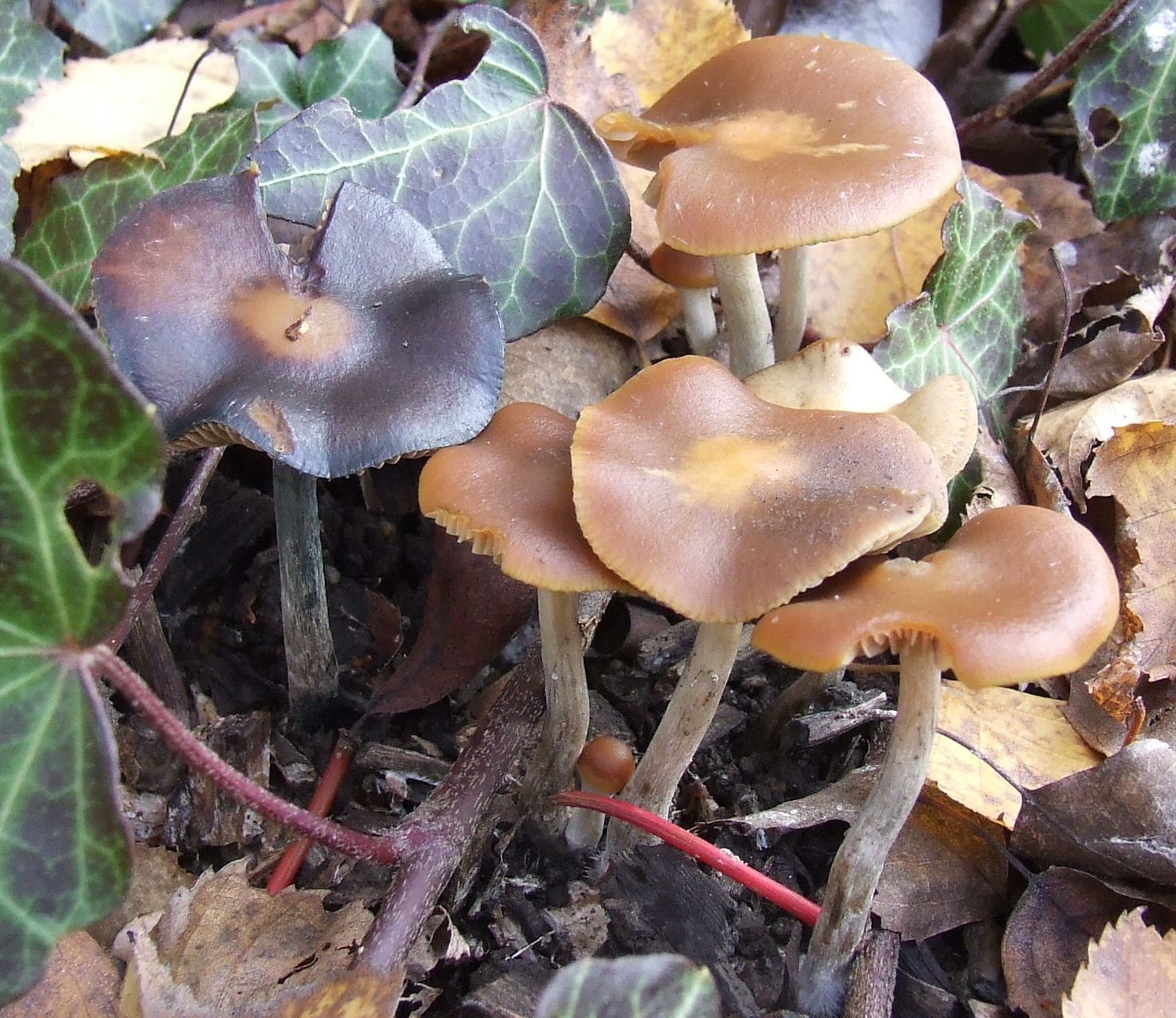
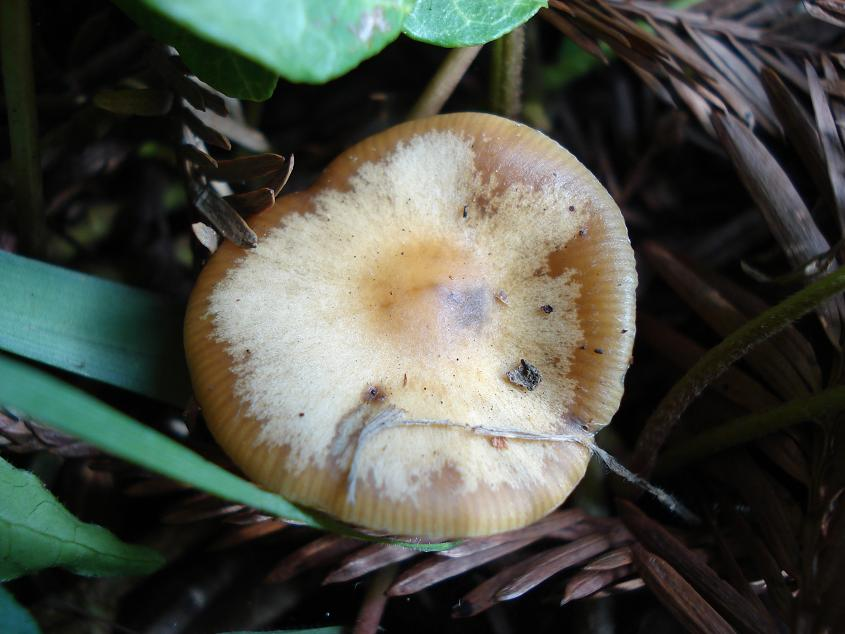
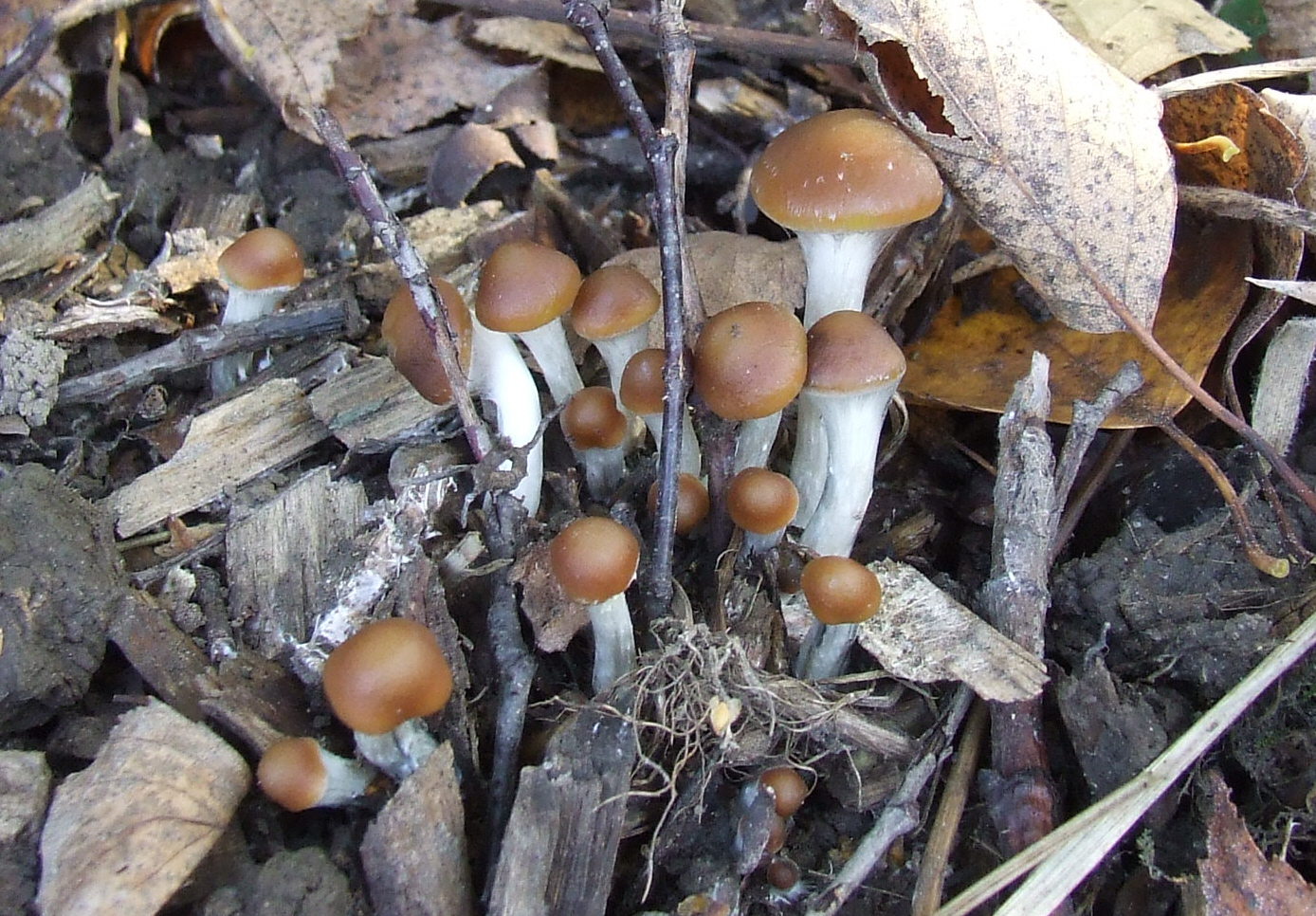